# Castelferrus
Castelferrus település Franciaországban, Tarn-et-Garonne megyében. Lakosainak száma 490 fő (2022. január 1.). Castelferrus Castelmayran, Castelsarrasin, Cordes-Tolosannes, Garganvillar és Saint-Aignan községekkel határos.

## Népesség
A település népességének változása:
| Lakosok száma | 423  | 452  | 474  | 473  | 483  | 491  | 491  | 490  | 490  |
|               | 2013 | 2015 | 2016 | 2017 | 2018 | 2019 | 2020 | 2021 | 2022 |